# Österrikes administrativa indelning

Österrikes administrativa indelning.

Österrikes administrativa indelning är baserad på tre olika nivåer under den federala nivån. Dessa är 9 förbundsländer (tyska: Bundesland), 94 distrikt (tyska: Bezirk) och 2 093 kommuner (tyska: Gemeinde).

## Österrikes förbundsländer
| Indelning av Österrikes förbundsländer och Österrikes tre NUTS-1 respektive nio NUTS-2 regioner. |  | Indelning av Österrikes förbundsländer och Österrikes tre NUTS-1 respektive nio NUTS-2 regioner. |
| Indelning av Österrikes förbundsländer och Österrikes tre NUTS-1 respektive nio NUTS-2 regioner. |  |                                                                                                  |

Dessa är nio till antalet:
| Förbundsland     | Huvudstad    | Befolkning (1 jan 2022) | Antal distrikt(1) (1 jan 2022) | Antal kommuner (1 jan 2022) |
| ---------------- | ------------ | ----------------------- | ------------------------------ | --------------------------- |
| Burgenland       | Eisenstadt   | 297 583                 | 7+2                            | 171                         |
| Kärnten          | Klagenfurt   | 564 513                 | 8+2                            | 132                         |
| Niederösterreich | Sankt Pölten | 1 698 796               | 20+4                           | 573                         |
| Oberösterreich   | Linz         | 1 505 140               | 15+3                           | 438                         |
| Salzburg         | Salzburg     | 560 710                 | 5+1                            | 119                         |
| Steiermark       | Graz         | 1 252 922               | 12+1                           | 286                         |
| Tyrolen          | Innsbruck    | 764 102                 | 8+1                            | 277                         |
| Vorarlberg       | Bregenz      | 401 674                 | 4+0                            | 96                          |
| Wien             | –            | 1 931 593               | 1                              | 1                           |

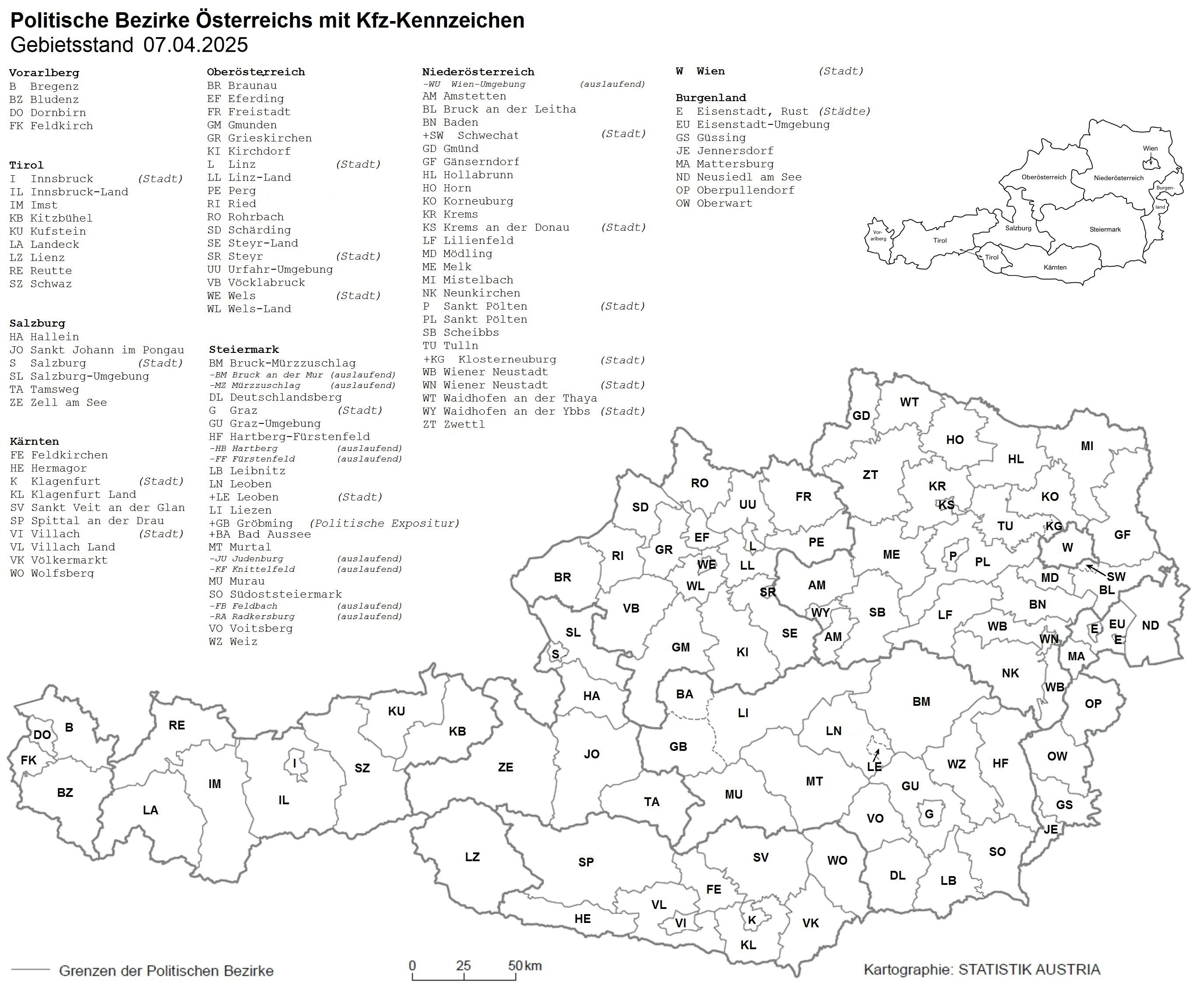
Österrikes 94 distrikt varav 15 utgör egna kommuner.

(1) Antal distrikt plus antal städer som räknas som ett eget distrikt (tyska: Statutarstadt)